# Kraków Gospel Choir
Kraków Gospel Choir (KGC) – gospelowy chór z siedzibą w Krakowie.

## Historia
Kraków Gospel Choir powstał w 1999 roku. W tym czasie muzyka gospel nie była jeszcze popularna w Polsce. KGC jest jednym z najstarszych polskich zespołów śpiewających gospel. 
Założycielką chóru była Lea Kjeldsen, obywatelka Królestwa Danii, od kilkunastu lat mieszkająca w Krakowie. 
- Pozostali dyrygenci KGC: Aleksandra Slawik (2001–2003), Agnieszka Krauz, Paulina Knapik, Diana Droździel, Adam Rymarz.
- Obecnie chórem dyrygują Rhonda Adams, Sylwia Szulik oraz Grzegorz Szulik.
- Instruktorzy corocznych warsztatów wewnętrznych dla chórzystów: Andrea Robinson z Londynu (2005), Karen Gibson z Londynu (2005, 2006, 2007)

Chór koncertował wielokrotnie na terenie Polski, a także za granicą: Dania (2002, 2004, 2006, 2012 – trasy koncertowe), Niemcy (Berlin – 2004, 2005), Czechy (Praga, Pilzno, Stonava – 2003, 2004, 2013). Poza działalnością koncertową KGC zajmuje się pomocą przy organizacji warsztatów gospel (m.in. w Grójcu w 2005 roku i w Krakowie od 2000 roku, czy w 2013 w Sandomierzu. KGC współorganizuje również Festiwal 7xGospel w Krakowie.
Z okazji dziesięciolecia, w 2009 roku, Kraków Gospel Choir nagrał drugą płytę.

## Znaczące wydarzenia
- 2003 − koncert wraz z amerykańskim Bisbee Community Chorus – na rzecz osób z autyzmem „Z nadzieją w przyszłość”
- 2005 − koncerty w Krakowie i Berlinie wraz z amerykańskim solistą Norrisem Garnerem
- 2005 − występ na festiwalu Warsaw Gospel Days; Adam Rymarz zdobył tytuł najlepszego wokalisty gospel
- 2006 − koncert wraz z Wenetchee High School Chamber Singers z USA
- 2006 − koncert „Tribute to Andrae Crouch” w ramach Międzynarodowego Festiwalu Muzyki Gospel Camp Meeting Osiek wraz z angielskim chórem Kingdom Choir; koncert był emitowany przez drugi program TVP.
- 2011 – koncert w ramach Międzynarodowego Festiwalu Muzyki Gospel Camp Meeting Osiek.
- 2013 – koncert w ramach krakowskiego festiwalu Gospel City w Małopolskim Ogrodzie Sztuki.
- 2024 – udział w koncercie The Spirit of Togetherness: An Evening of Gospel podczas Bradford Literature Festival[2]

## Płyty nagrane przez KGC
- 2004 − Yes I Know Jesus
- 2009 − All because of Jesus[1]